# Villadepera
Villadepera – gmina w Hiszpanii, w prowincji Zamora, w Kastylii i León, o powierzchni 30,11 km². W 2011 roku gmina liczyła 253 mieszkańców.